# Gontchabayim
Gontchabayim était une poétesse azerbaïdjanaise. Elle était fille du dernier khan de Nakhitchevan, Ehsan Khan Nakhitchevanski.

## Biographie
Gontchabayim est née à Nakhitchevan en 1827. Elle a écrit des poèmes lyriques sous le pseudonyme "Bayim". Deux frères de Gontchabayim Nakhitchevanski, Ismail Khan et Kalbali Khan, étaient des généraux dans l'armée russe.